# It’s Yourz
It’s Yourz – singiel amerykańskiej grupy hip-hopowej Wu-Tang Clan, wydany w 1997 roku. Utwór ukazał się na drugiej płycie zespołu Wu-Tang Forever.

## Lista utworów
1. It’s Yourz (Radio Edit) - 4:18
2. It’s Yourz (Album version) - 4:15
3. It’s Yourz (Instrumental) - 4:17

## Wydania
| Rok                             | Wytwórnia    | Format | Nr katalogowy | Region |
| ------------------------------- | ------------ | ------ | ------------- | ------ |
| 1997                            | Loud Records | Winyl  | 07863-64957-1 | USA    |
| 1997                            | Loud Records | CD     | 74321 59849 2 | Europa |
| 1998                            | Loud Records | CD     | RDJ 64957-2   | USA    |
| Opracowano na podstawie źródła. |              |        |               |        |